# Маунт-Вернон (Арканзас)
Маунт-Вернон (англ. Mount Vernon) — місто (англ. town) в США, в окрузі Фолкнер штату Арканзас. Населення — 144 особи (2020).

## Географія
Маунт-Вернон розташований на висоті 132 метрів над рівнем моря за координатами 35°13′25″ пн. ш. 92°7′27″ зх. д. / 35.22361° пн. ш. 92.12417° зх. д. (35.223591, -92.124065).  За даними Бюро перепису населення США в 2010 році місто мало площу 2,61 км², уся площа — суходіл.

## Демографія
Згідно з переписом 2010 року, у місті мешкало 145 осіб у 58 домогосподарствах у складі 41 родини. Густота населення становила 56 осіб/км².  Було 69 помешкань (26/км²). 
Расовий склад населення:
| - 94,5 % — білих - 0,7 % — корінних американців - 0,7 % — азіатів |

До двох чи більше рас належало 4,1 %. Іспаномовні складали 0,0 % від усіх жителів.
За віковим діапазоном населення розподілялося таким чином: 22,1 % — особи молодші 18 років, 66,2 % — особи у віці 18—64 років, 11,7 % — особи у віці 65 років та старші. Медіана віку мешканця становила 36,5 року. На 100 осіб жіночої статі у місті припадало 90,8 чоловіків;  на 100 жінок у віці від 18 років та старших — 109,3 чоловіків також старших 18 років.
Середній дохід на одне домашнє господарство  становив 52 415 доларів США (медіана — 48 125), а середній дохід на одну сім'ю — 56 749 доларів (медіана — 51 250). За межею бідності перебувало 6,7 % осіб, у тому числі 5,0 % дітей у віці до 18 років та 4,5 % осіб у віці 65 років та старших.
Цивільне працевлаштоване населення становило 68 осіб. Основні галузі зайнятості: освіта, охорона здоров'я та соціальна допомога — 27,9 %, роздрібна торгівля — 14,7 %, сільське господарство, лісництво, риболовля — 14,7 %.
За даними перепису населення 2000 року в Маунт-Верноні проживало 144 особи, 44 родини, налічувалося 57 домашніх господарств і 68 житлових будинків. Середня густота населення становила близько 55,4 людини на один квадратний кілометр. Расовий склад Маунт-Вернона за даними перепису розподілився таким чином: 98,61 % білих, 0,69 % — представників змішаних рас, 0,69 % — інших народів. Іспаномовні склали 1,39 % від усіх жителів міста.
З 57 домашніх господарств в 33,3 % — виховували дітей віком до 18 років, 63,2 % представляли собою подружні пари, які спільно проживали, в 14,0 % сімей жінки проживали без чоловіків, 22,8 % не мали сімей. 22,8 % від загального числа сімей на момент перепису жили самостійно, при цьому 10,5 % склали самотні літні люди у віці 65 років та старше. Середній розмір домашнього господарства склав 2,53 особи, а середній розмір родини — 2,98 особи.
Населення міста за віковим діапазоном за даними перепису 2000 року розподілилося таким чином: 26,4 % — жителі молодше 18 років, 7,6 % — між 18 і 24 роками, 20,8 % — від 25 до 44 років, 25,7 % — від 45 до 64 років і 19,4 % — у віці 65 років та старше. Середній вік мешканця склав 42 роки. На кожні 100 жінок в Маунт-Вернон припадало 87,0 чоловіків, у віці від 18 років та старше — 76,7 чоловіків також старше 18 років.
Середній дохід на одне домашнє господарство в місті склав 26 406 доларів США, А середній дохід на одну сім'ю — 40 625 доларів. При цьому чоловіки мали середній дохід в 28 750 доларів США на рік проти 30 625 доларів середньорічного доходу у жінок. Дохід на душу населення в місті склав 12 593 долара на рік. Всі родини Маунт-Верноні мали дохід, що перевищує рівень бідності, 4,9 % від усієї чисельності населення перебувало на момент перепису населення за межею бідності, при цьому 12,9 % з них перебували у віці 65 років та старше.